# Ruby Yayra Goka
Ruby Yayra Goka (15 de maio de 1982, Acra) é uma dentista e escritora de Gana. Ela escreveu 15 livros e é conhecida por ser uma laureada múltipla do Prêmio Burt de Literatura Africana em Gana.
Goka, que é uma ex-aluna da Faculdade de Odontologia, da  Universidade de Gana, atualmente lidera o Departamento Odontológico de Volta Regional Hospital.

## Biografia
Nascida em Acra, Gana, Goka é a filha deSimon Yao Goka, um ex- diplomata, e Lydia Aku Goka, uma dona-de-casa. Quando ela tinha dois anos de idade, sua família mudou-se para a Etiópia. Quando ela tinha seis anos, sua família se mudou de volta para Gana.
Ela obteve um diploma de bacharel da Universidade de Gana, onde estudou odontologia, em 2009. Ela trabalhou por dois anos no Ridge Hospital Accra, em Acra. Mais tarde, ela se mudou para Sogakofe, onde trabalhou por dois anos no South Tongu District Hospital. Ela se tornou um membro do Ghana College of Physicians and Surgeons, em 2016, depois de concluir a residência, no Komfo Anokye Teaching Hospital, Kumasi. Ela atualmente lidera o Departamento Odontológico de Volta Regional Hospital.
Em 2017, Goka ganhou um prêmio de Authorship and Creative Writing Category do prêmio 40 under 40, em Gana. Ela também foi premiada com um Medical Excellence Award em Odontologia no mesmo ano. Goka também recebeu o 2017 Mandela Washington Fellowship.

### Livros adultos
- Disfigured (2011)
- In The Middle of Nowhere (2011) [6]
- Rain Music (2018)

### Livros para jovens adultos
- The Mystery of The Haunted House (2010)
- The Lost Royal Treasure (2011)
- When the Shackles Fall (2012)
- Those Who Wait  (2012)
- Perfectly Imperfect (2013)
- Plain Yellow (2014)
- The Step-Monster (2015)
- To Kiss A Girl (2018)

### Livros infantis
- A Gift for Fafa
- Tani’s Wish (2016)
- Mama’s Amazing Cover Cloth (2018)
- My First Visit to the Dentist (Co-escrito com Richard Selormey,  2018)

### Antologias
- ''Mother, Anthology of writing on mothers''

## Prêmios
- Medical Excellence Award – Dentista (2017)
- 40 under 40 award – Authorship and creative writing (2017)[7]
- Burt Award for African Young Adult Literature  (2017) (Finalista)
- Ghana Writers’ Awards – Histórias Curtas (2017) (Finalista)[8]
- Burt Award for African Young Adult  (2017) (Menção honrosa)[9]
- Burt Award for African Literature (2015) (Primeiro Prêmio)[10]
- Burt Award for African Literature (2014) (Segundo Prêmio)[11]
- Burt Award for African Literature (2013) (Primeiro Prêmio)[12]
- Burt Award for African Literature (2012) (Segundo Prêmio)
- Burt Award for African Literature (2012) (Menção Honrosa)
- Burt Award for African Literature (2011) (Segundo Prêmio)
- Burt Award for African Literature (2010) (Terceiro Prêmio) [13]